# Roger Melin (författare)
Roger Ingvar Melin, född 19 maj 1953 i Avesta församling, är en svensk författare.
Melin skriver naturlyrik inspirerad av den lappländska fjällvärlden, prosa, artiklar och recensioner. Han är bosatt i Skellefteå.

## Priser och utmärkelser
- Rörlingstipendiet 1992